# Julio Esteve Flors
Julio Esteve Flors o Buenaventura de Puzol (Puzol, provincia de Valencia, 9 de octubre de 1897 – Gilet, 26 de septiembre de 1936) fue un religioso español. La Iglesia católica conmemora su festividad el 26 de septiembre.

## Primeros años de su vida
Era hijo de don Vicente Esteve y de doña Josefa Flors, de cuyo matrimonio nacieron nueve hijos.
Realizó sus estudios en el Seminario seráfico, vistiendo después el hábito capuchino el 15 de septiembre de 1913 y cambiando el nombre por el de Buenaventura. Realiza su profesión religiosa de votos temporales el 17 de septiembre de 1914 y sus votos perpetuos el 18 de septiembre de 1918.

## Estudios
Posteriormente fue enviado a Roma para perfeccionarse en los estudios, que realizó en la Pontificia Universidad Gregoriana, graduándose como doctor en filosofía. En esta misma ciudad fue ordenado sacerdote por manos del arzobispo de Filipos, José Palica, el 26 de marzo de 1921. Cuando regresó a su Provincia fue nombrado profesor de filosofía y de Derecho Canónico en el Estudiantado de teología de Orihuela. Se distinguió también como predicador, conferenciante y como director espiritual. Fue secretario de la revista neocatólica El Gallo Crisis.

## Arresto y ejecución
Con el aumento de la violencia anticlerical que se produjo en el sector republicano durante la guerra civil española se vio obligado a abandonar el convento. Estuvo refugiado en la casa paterna de Carcagente. Allí fue arrestado por el Comité de Puzol el 24 de septiembre de 1936 para ser interrogado. La noche del 26 de septiembre, juntos a otros detenidos, sería conducido al cementerio de Gilet (Valencia), donde fue ejecutado a las dos de la mañana. Antes de ser fusilado confesó a los cerca de trece detenidos que eran transportados en el mismo camión, entre los cuales estaban también su padre y su hermano.
Fue sepultado en el cementerio de Gilet, en una fosa común. Terminada la guerra civil, sus restos mortales fueron exhumados, reconocidos por su hermana y transportados al panteón de los mártires del cementerio de Puzol. Actualmente reposan en la capilla de los mártires capuchinos del convento de la Magdalena de Massamagrell.
- Datos: Q5955264